# Steigerite
La steigerite è un minerale.